# ماتیلدا دامینتسکا
ماتیلدا دامینتسکا (لهستانی: Matylda Damięcka) بازیگر اهل لهستان است. وی از سال ۲۰۰۱ میلادی تاکنون مشغول فعالیت بوده‌است.
از فیلم‌ها یا مجموعه‌های تلویزیونی که وی در آن‌ها نقش داشته‌است، می‌توان به مرز، دوران افتخار، در خیابان سپولنی و در خوشی و سختی اشاره نمود.